# Villanubla
Villanubla község Spanyolországban, Valladolid tartományban. Villanubla Zaratán, Ciguñuela, Wamba, Valladolid, Peñaflor de Hornija, Valladolid, Mucientes és Fuensaldaña községekkel határos. Lakosainak száma 2915 fő (2024).

## Népesség
A település népessége az utóbbi években az alábbiak szerint változott:
| Lakosok száma | 1026 | 1302 | 1743 | 2067 | 2367 | 2484 | 2671 | 2713 | 2886 | 2915 |
|               | 2001 | 2004 | 2007 | 2009 | 2012 | 2014 | 2017 | 2019 | 2022 | 2024 |